# Chioma Umeala
Chioma Antoinette Umeala (Johannesburgo, 17 de julio de 1996) es una actriz, bailarina y modelo nigeriana-sudafricana.

## Primeros años
Umeala nació el 19 de julio de 1996 en Johannesburgo, donde también creció. Comenzó a actuar durante sus años de instituto y aspiraba a ser actriz. Recibió su formación en la Escuela Sudafricana de Medios Cinematográficos y Actuaciones en Vivo en 2017 y en la Indigo View Academy for Advanced Actors en 2018.
Tras proyectos en películas estudiantiles, interpretó el papel de la hija del pastor Ayo Makinde, que inicia una relación amorosa con Gabriel Ndlovu, uno de los protagonistas interpretado por Bohang Moeko, en un total de 19 episodios de la serie de televisión Isono de 2020 a 2021. Durante este periodo, tuvo lugar una sesión de fotos con Reze Bonna, cuyas fotos se publicaron en las revistas Vogue Italia, GQ - Gentlemen's Quarterly o incluso Architectural Digest'.
A mediados de 2022, se anunció que asumiría el papel de Nojiko, hermana adoptiva de Nami (interpretada por Emily Rudd), en la serie One Piece. En 2022, apareció en la película The Woman King en el papel de Tara.

## Filmografía
- 2017: Look Closer
- 2020-2021: Isono (serie de televisión, 19 episodios).
- 2022: The Woman King como Tara
- 2023: One Piece como Nojiko

## Teatro (selección)
- 2018: Escena, Teatro Joburg